# Milán-San Remo 1993
La Milán-San Remo 1993 fue 84.ª edición de esta clásica ciclista de primavera, disputada el 20 de marzo sobre 294 km, en la que ganó el italiano Maurizio Fondriest, que se impuso en solitario en la meta de Sanremo. 

## Clasificación final
| Pos. | Ciclista            | Equipo                   | Tiempo      |
| ---- | ------------------- | ------------------------ | ----------- |
| 1    | Maurizio Fondriest  | Lampre-Polti             | '7h 25' 37" |
| 2    | Luca Gelfi          | Mapei                    | + 04"       |
| 3    | Maximilian Sciandri | Motorola                 | + 09"       |
| 4    | Laurent Jalabert    | ONCE                     | m. t.       |
| 5    | Rolf Sørensen       | Carrera Jeans-Tassoni    | m. t.       |
| 6    | Giorgio Furlan      | Ariostea                 | m. t.       |
| 7    | Franco Ballerini    | GB-MG Maglificio-Bianchi | m. t.       |
| 8    | Jean-Claude Colotti | Gan                      | m. t.       |
| 9    | Davide Cassani      | Ariostea                 | m. t.       |
| 10   | Mario Cipollini     | GB-MG Maglificio-Bianchi | m. t.       |